# Férfi curling a 2017. évi téli európai ifjúsági olimpiai fesztiválon
A 2017. évi téli európai ifjúsági olimpiai fesztivál férfi curling mérkőzéseit Törökországban, Erzurumban, az Milli Piyango Curling Arénában rendezték február 13. és 17-e között.

## Érmesek
| A 2017. évi téli európai ifjúsági olimpiai fesztivál érmesei férfi curlingben                        | A 2017. évi téli európai ifjúsági olimpiai fesztivál érmesei férfi curlingben | A 2017. évi téli európai ifjúsági olimpiai fesztivál érmesei férfi curlingben        | A 2017. évi téli európai ifjúsági olimpiai fesztivál érmesei férfi curlingben |
| --- | ----------------------------------------------------------------------------- | ------------------------------------------------------------------------------------ | ----------------------------------------------------------------------------- |
| Arany                                                                                                | Ezüst                                                                         | Bronz                                                                                |                                                                               |
| Oroszország · Dmitry Sirotkin · Sergei Maksimov · Kirill Postnov · Georgii Epremian · German Doronin | Hollandia · Olaf Bolkenbaas · Jop Kuijpers · Wouter Gosgens · Bart Klomp      | Szlovénia · Luka Prezelj · Noel Gregori · Aljaz Stopar · Simon Langus · Stefan Sever |                                                                               |

## Csoportkör
| Nemzet      | Skip             | Gy | V |
| ----------- | ---------------- | -- | - |
| Szlovénia   | Stefan Sever     | 3  | 1 |
| Oroszország | German Doronin   | 2  | 2 |
| Törökország | Oğuzhan Karakurt | 2  | 2 |
| Hollandia   | Wouter Gosgens   | 2  | 2 |
| Norvégia    | Mathias Braenden | 1  | 3 |

### 1. forduló
2017. február 13. 19:00-21:00
| Sheet A            | Sheet A                        | 1 | 2 | 3 | 4 | 5 | 6 | 7 | 8 | VE |
| 1. end utolsó köve | Oroszország (German Doronin)   | 1 | 2 | 2 | 0 | 1 | 0 | 2 | X | 8  |
|                    | Törökország (Oğuzhan Karakurt) | 0 | 0 | 0 | 2 | 0 | 1 | 0 | X | 3  |

| Sheet B            | Sheet B                     | 1 | 2 | 3 | 4 | 5 | 6 | 7 | 8 | VE |
| 1. end utolsó köve | Szlovénia (Stefan Sever)    | 4 | 1 | 1 | 1 | 0 | 1 | X | X | 8  |
|                    | Norvégia (Mathias Braenden) | 0 | 0 | 0 | 0 | 1 | 0 | X | X | 1  |

### 2. forduló
2017. február 14. 13:00-15:00
| Sheet A            | Sheet A                      | 1 | 2 | 3 | 4 | 5 | 6 | 7 | 8 | VE |
| 1. end utolsó köve | Oroszország (German Doronin) | 0 | 0 | 0 | 1 | 1 | 0 | 3 | 0 | 5  |
|                    | Hollandia (Wouter Gosgens)   | 0 | 1 | 2 | 0 | 0 | 1 | 0 | 2 | 6  |

| Sheet B            | Sheet B                        | 1 | 2 | 3 | 4 | 5 | 6 | 7 | 8 | VE |
| 1. end utolsó köve | Törökország (Oğuzhan Karakurt) | 2 | 0 | 0 | 0 | 0 | 0 | 3 | 1 | 6  |
|                    | Norvégia (Mathias Braenden)    | 0 | 1 | 0 | 1 | 2 | 0 | 0 | 0 | 4  |

### 3. forduló
2017. február 15. 09:00-11:00
| Sheet A            | Sheet A                      | 1 | 2 | 3 | 4 | 5 | 6 | 7 | 8 | VE |
|                    | Szlovénia (Stefan Sever)     | 0 | 0 | 0 | 1 | 0 | 1 | 1 | 0 | 3  |
| 1. end utolsó köve | Oroszország (German Doronin) | 0 | 1 | 0 | 0 | 3 | 0 | 0 | 1 | 5  |

| Sheet B            | Sheet B                        | 1 | 2 | 3 | 4 | 5 | 6 | 7 | 8 | 9 | VE |
|                    | Törökország (Oğuzhan Karakurt) | 0 | 0 | 2 | 1 | 1 | 0 | 1 | 2 | 1 | 8  |
| 1. end utolsó köve | Hollandia (Wouter Gosgens)     | 3 | 2 | 0 | 0 | 0 | 2 | 0 | 0 | 0 | 7  |

### 4. forduló
2017. február 15. 17:00-19:00
| Sheet A            | Sheet A                    | 1 | 2 | 3 | 4 | 5 | 6 | 7 | 8 | VE |
|                    | Hollandia (Wouter Gosgens) | 0 | 0 | 1 | 0 | 0 | 2 | 0 | X | 3  |
| 1. end utolsó köve | Szlovénia (Stefan Sever)   | 1 | 1 | 0 | 1 | 0 | 0 | 3 | X | 6  |

| Sheet B            | Sheet B                      | 1 | 2 | 3 | 4 | 5 | 6 | 7 | 8 | VE |
| 1. end utolsó köve | Norvégia (Mathias Braenden)  | 0 | 0 | 0 | 0 | 1 | 2 | 0 | 0 | 3  |
|                    | Oroszország (German Doronin) | 0 | 0 | 1 | 0 | 0 | 0 | 1 | 0 | 2  |

### 5. forduló
2017. február 16. 13:00-15:00
| Sheet A            | Sheet A                     | 1 | 2 | 3 | 4 | 5 | 6 | 7 | 8 | VE |
|                    | Hollandia (Wouter Gosgens)  | 0 | 3 | 2 | 0 | 2 | 0 | 0 | 0 | 7  |
| 1. end utolsó köve | Norvégia (Mathias Braenden) | 1 | 0 | 0 | 3 | 0 | 0 | 1 | 1 | 6  |

| Sheet B            | Sheet B                        | 1 | 2 | 3 | 4 | 5 | 6 | 7 | 8 | VE |
|                    | Törökország (Oğuzhan Karakurt) | 0 | 0 | 0 | 0 | 1 | 0 | 1 | X | 2  |
| 1. end utolsó köve | Szlovénia (Stefan Sever)       | 0 | 1 | 1 | 0 | 0 | 2 | 0 | X | 4  |

## Elődöntők
2017. február 17. 09:00-11:00
| Sheet A            | Sheet A                    | 1 | 2 | 3 | 4 | 5 | 6 | 7 | 8 | VE |
|                    | Hollandia (Wouter Gosgens) | 1 | 0 | 0 | 1 | 0 | 1 | 0 | 1 | 4  |
| 1. end utolsó köve | Szlovénia (Stefan Sever)   | 0 | 0 | 0 | 0 | 1 | 0 | 1 | 0 | 2  |

| Sheet B            | Sheet B                        | 1 | 2 | 3 | 4 | 5 | 6 | 7 | 8 | VE |
|                    | Törökország (Oğuzhan Karakurt) | 0 | 0 | 0 | 1 | 0 | 0 | 1 | 0 | 2  |
| 1. end utolsó köve | Oroszország (German Doronin)   | 0 | 0 | 0 | 0 | 2 | 0 | 0 | 1 | 3  |

## Bronzmérkőzés
2017. február 17. 14:30-16:30
| Sheet A            | Sheet A                        | 1 | 2 | 3 | 4 | 5 | 6 | 7 | 8 | VE |
|                    | Törökország (Oğuzhan Karakurt) | 0 | 0 | 0 | 1 | 0 | 2 | 0 | X | 3  |
| 1. end utolsó köve | Szlovénia (Stefan Sever)       | 2 | 0 | 3 | 0 | 1 | 0 | 0 | X | 6  |

## Döntő
2017. február 17. 14:30-16:30
| Sheet A            | Sheet A                      | 1 | 2 | 3 | 4 | 5 | 6 | 7 | 8 | VE |
| 1. end utolsó köve | Oroszország (German Doronin) | 0 | 2 | 0 | 2 | 0 | 1 | 0 | X | 5  |
|                    | Hollandia (Wouter Gosgens)   | 0 | 0 | 1 | 0 | 1 | 0 | 1 | X | 3  |